# Liborius Hofmann
Liborius Hofmann auch: Liberius Hoffmann, Lyborius Hofmann (* um 1561 in Friedrichroda; † 5. April 1599 in Düsseldorf) war ein deutscher Rechtswissenschaftler.

## Leben
Hofmann war der Sohn des Kaufmanns und Bürgermeisters Liborius Hoffmann (* 1534 in Tambach; † 24. November 1608 in Friedrichroda) und dessen erster Frau Barbara Deise (* 1528; † 23. Februar 1602 in Friedrichroda), die Witwe des Volkmar Thile. Seine erste Ausbildung scheint er in Gotha erhalten zu haben. Am 17. Dezember 1578 immatrikulierte er sich an der Universität Altdorf, zog am 11. Oktober 1582 an die Universität Marburg, war im Sommersemester 1585 an der Universität Jena und bezog am 24. Dezember 1585 die Universität Wittenberg. Hier avancierte er unter Andreas von Rauchbar am 9. Februar 1587 zum Lizentiaten der Rechte, wurde Advokat am Hofgericht in Wittenberg und außerordentlicher Professor der Rechte.
1588 folgte er einen Ruf als ordentlicher Professor der Rechte an die Universität Jena, wo am 2. September 1588 zum Doktor der Rechte promovierte und Hofgerichtsadvokat wurde. Seinen Namen tragen einige juristische Abhandlungen, welche im Kontext seiner Hochschultätigkeit entstanden sind. Eigene Werke scheint er nicht hervorgebracht zu haben. Hofmann beteiligte sich auch an den organisatorischen Aufgaben der Salana. So war er einige Male Dekan der juristischen Fakultät und im Sommersemester 1596 Rektor der Alma Mater. An gesundheitlichen Problemen leidend, begab er sich nach Düsseldorf, wo er verstarb. Im Kustodienbestand der Universität Jena befindet sich ein Gemälde von ihm.
Hofmann verheiratete sich am 23. September 1590 mit Sibylla Mirus (* 1566 in Sülzbrücken; † 16. Februar 1633 in Jena), die Tochter des Theologen Martin Mirus. Aus der Ehe stammen Kinder. Von diesen kennt man die Tochter Anna Margaretha Hoffmann (* 14. November 1591 in Jena; † 16. Dezember 1612 ebenda) welche sich am 28. August 1609 mit Georg Mylius (* 1. Februar 1586 in Wittenberg; † 7. Juni 1637 in Jena), dem Sohn des Theologen Georg Mylius, verheiratete. Die Tochter Sibylle Hofmann verheiratete sich um 1600 mit Zwätzener Komtur Bernhard Hillard. Zudem kennt man die Söhne Otto Hofmann und Christoph Günther Hofmann.

## Werke (Auswahl)
- De successione in testati civili et feudali theses LI. Krafft, Wittenberg 1587.
- Theses de usuris. (Resp. Adolph Moller) Jena 1591.
- Dispositio tertia De in jus vocatione, citatione, contumacia, et satisdatione. (Resp. ohann Friderici) Jena 1591.
- Diss. de postul. advoc. Jena 1591.
- Diss. de arbittis. Jena 1591.
- Diss de pactis. Jena 1591.
- Disp. de justitia et jure. Jena 1591.
- Diss. de jurisdictione et imperio. Jena 1591.
- Disputationes semestres. Jena 1592.
- Disputationes … s. Praeparstoria judicorum complectentes. Jena 1592.